# Бурба Василь Васильович
Васи́ль Васи́льович Бурба (нар. 1 січня 1978 року, за іншими даними — 4 червня 1978 року) — генерал-полковник Збройних сил України, начальник Головного управління розвідки Міністерства оборони України (2016—2020). Учасник російсько-української війни.

## Життєпис
Закінчив Національну академію СБУ за спеціальністю «Право». 2011 року у званні майора був нагороджений Орденом Богдана Хмельницького III ст. Працював у СБУ.

### Євромайдан
Під час Євромайдану працював на посаді начальника 2-го управління «К» ГУ СБУ, займався координацією роботи з правоохоронними органами, прокуратурою, міністерством оборони, МНС та судовою гілкою влади.
За інформацією деяких українських ЗМІ займався джерелами фінансування Антимайдану. 24 лютого 2014 року Геннадій Москаль оприлюднив фотокопії частини планів спецоперацій зачистки Євромайдану «Бумеранг» та «Хвиля», у яких вказано, що Бурба був відповідальним за блокування автомобільних доріг на в'їздах до Києва та за цілодобове забезпечення необхідної для проведення операцій кількості нарядів ДСНС із залученням інженерної техніки. Також 26 листопада 2021 року в ході пресконференції Президент України Володимир Зеленський повторив відому з опублікованих документів інформацію, що Бурба «керував блокуванням транспорту на Майдані, коли розганявся Майдан». Згодом колишній глава Офісу Президента України Андрій Богдан заперечив слова Володимира Зеленського щодо участі Бурби в блокуванні транспорту на Майдані. Згодом сам Бурба заявив, що правоохоронці неодноразово проводили перевірку його дій під час Євромайдану і жодних звинувачень щодо нього не було висунуто.

### Війна на сході України
За даними «Інформаційного спротиву», з лютого 2014 року був призначений виконувачем обов'язків начальника Департаменту контррозвідки СБУ, а в березні це призначення було затверджене офіційно.
На заклик Валерія Кондратюка перейшов у бойовий підрозділ, сформований Департаментом контррозвідки. За даними «Інформаційного спротиву», цей підрозділ вже 12 березня 2014 року затримав кадрового офіцера ГРУ ГШ ЗСРФ Філатова Романа Борисовича (19.08.1981) в районі дислокації військових частин ЗСУ в Херсонській області. Філатов мав український паспорт на прізвище Євгена Арбузова з Криму. Разом із захопленням Філатова, було ліквідовано й агентурно-розвідувальну групу. Філатова було згодом обміняно на українських активістів і військовослужбовців із Криму, яких утримували російські окупаційні сили. Серед визволених були, зокрема, Юлій Мамчур і Сергій Гайдук. За оцінкою «Інформаційного спротиву», внаслідок цієї операції й ефективної роботи контррозвідки, керівництво РФ було змушене відмовитися від масового застосування агентурних груп на території України.

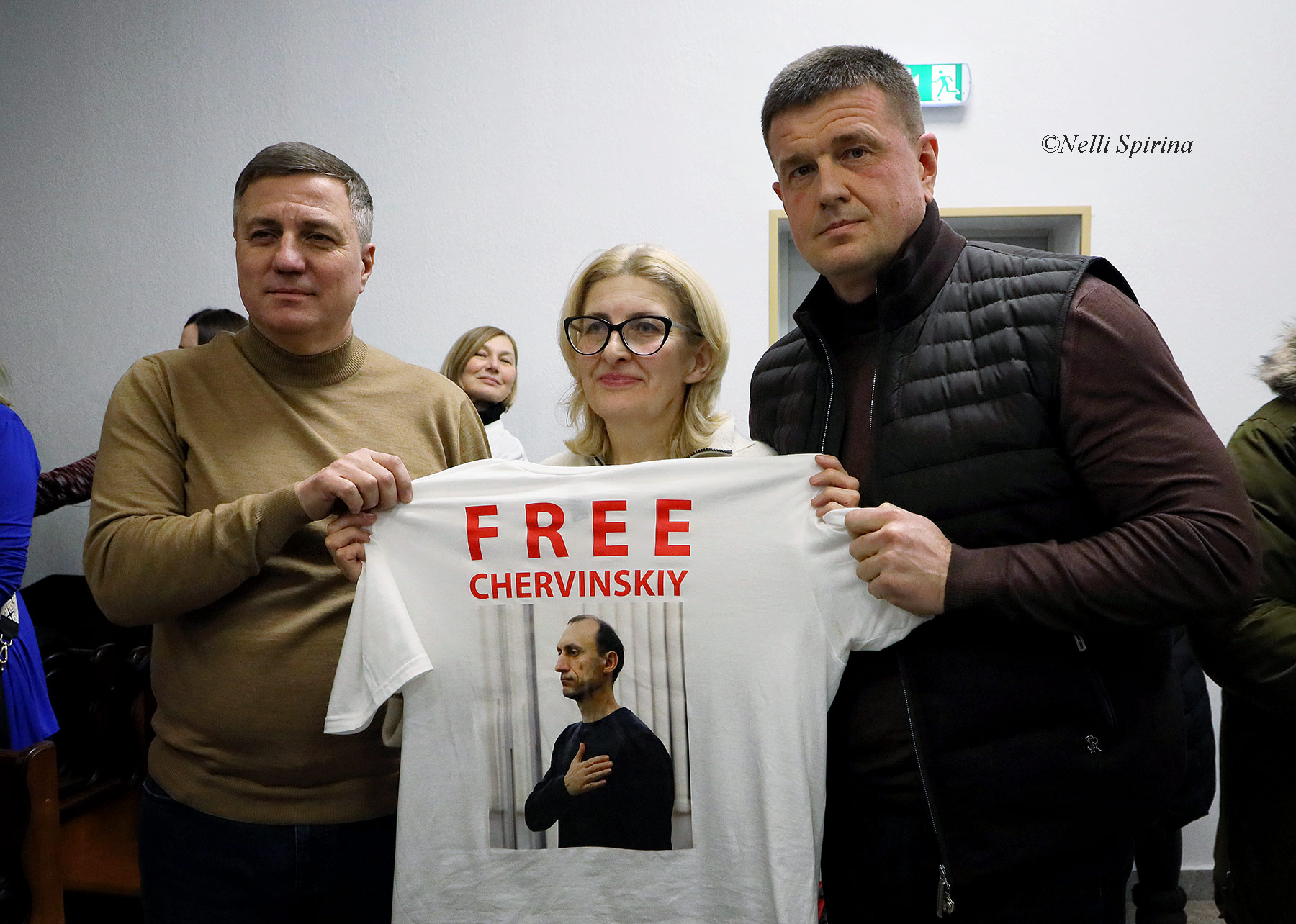
Народний депутат України IV-VII скликань Микола Катеринчук, дружина правозахисника Степана Хмари Роксолана Хмара та генерал-полковник Бурба у складі групи підтримки Романа Червінського в Апеляційному суді м. Києва 25.01.2024 року

Під час війни на сході України, з травня 2014 брав участь в антитерористичній операції на Сході України, був куратором від Головного управління розвідки Міністерства оборони України Координував роботу всіх оперативних груп контррозвідки СБУ в зоні проведення АТО.
Разом з Валерієм Кондратюком у 2015 році перевівся до Головного управління розвідки Міністерства оборони України, пізніше призначений заступником начальника ГУР МОУ. За успішне проведення низки агентурно-розвідувальних операцій у квітні 2016 року нагороджений орденом Богдана Хмельницького II ступеня, у серпні присвоєно військове звання генерал-майора.
15 жовтня 2016 року, у віці 38 років, призначений начальником Головного управління розвідки. Змінив на цій посаді Валерія Кондратюка.
2019 року був введений до складу Міжвідомчої комісії з політики військово-технічного співробітництва та експортного контролю.
5 серпня 2020 року звільнений з посади начальника ГУР. У грудні 2021 року звільнився з державної служби.
В суді виступив в підтримку полковника Романа Червінського.

## Військові звання
- Генерал-майор (2016)
- Генерал-лейтенант (2017)
- Генерал-полковник (2018)[19]

## Нагороди
- Орден Богдана Хмельницького II ступеня (квітень 2016)[11]
- Орден Богдана Хмельницького III ступеня (23.08.2011) — за вагомий особистий внесок у захист державного суверенітету, забезпечення конституційних прав і свобод громадян, зміцнення економічної безпеки держави, сумлінне і бездоганне служіння Українському народові та з нагоди 20-ї річниці незалежності України[20].
- Іменна вогнепальна зброя[11]